# Mount Zion (Geòrgia)
Mount Zion és una població dels Estats Units a l'estat de Geòrgia. Segons el cens del 2000 tenia 1.275 habitants.

## Demografia
Segons el cens del 2000, Mount Zion tenia 1.275 habitants, 434 habitatges, i 351 famílies. La densitat de població era de 50,5 habitants/km².
Dels 434 habitatges en un 44,5% hi vivien nens de menys de 18 anys, en un 63,6% hi vivien parelles casades, en un 13,1% dones solteres, i en un 18,9% no eren unitats familiars. En el 15,7% dels habitatges hi vivien persones soles el 6,5% de les quals corresponia a persones de 65 anys o més que vivien soles. El nombre mitjà de persones vivint en cada habitatge era de 2,94 i el nombre mitjà de persones que vivien en cada família era de 3,27.
Per edats la població es repartia de la següent manera: un 31,3% tenia menys de 18 anys, un 8,2% entre 18 i 24, un 34,4% entre 25 i 44, un 19,3% de 45 a 60 i un 6,8% 65 anys o més.
L'edat mediana era de 31 anys. Per cada 100 dones de 18 o més anys hi havia 96,9 homes.
La renda mediana per habitatge era de 41.912 $ i la renda mediana per família de 43.438 $. Els homes tenien una renda mediana de 31.959 $ mentre que les dones 20.662 $. La renda per capita de la població era de 16.080 $. Entorn de l'11,8% de les famílies i el 12,9% de la població estaven per davall del llindar de pobresa.

## Poblacions més properes
El següent diagrama mostra les poblacions més properes.